# Luotuo Hu

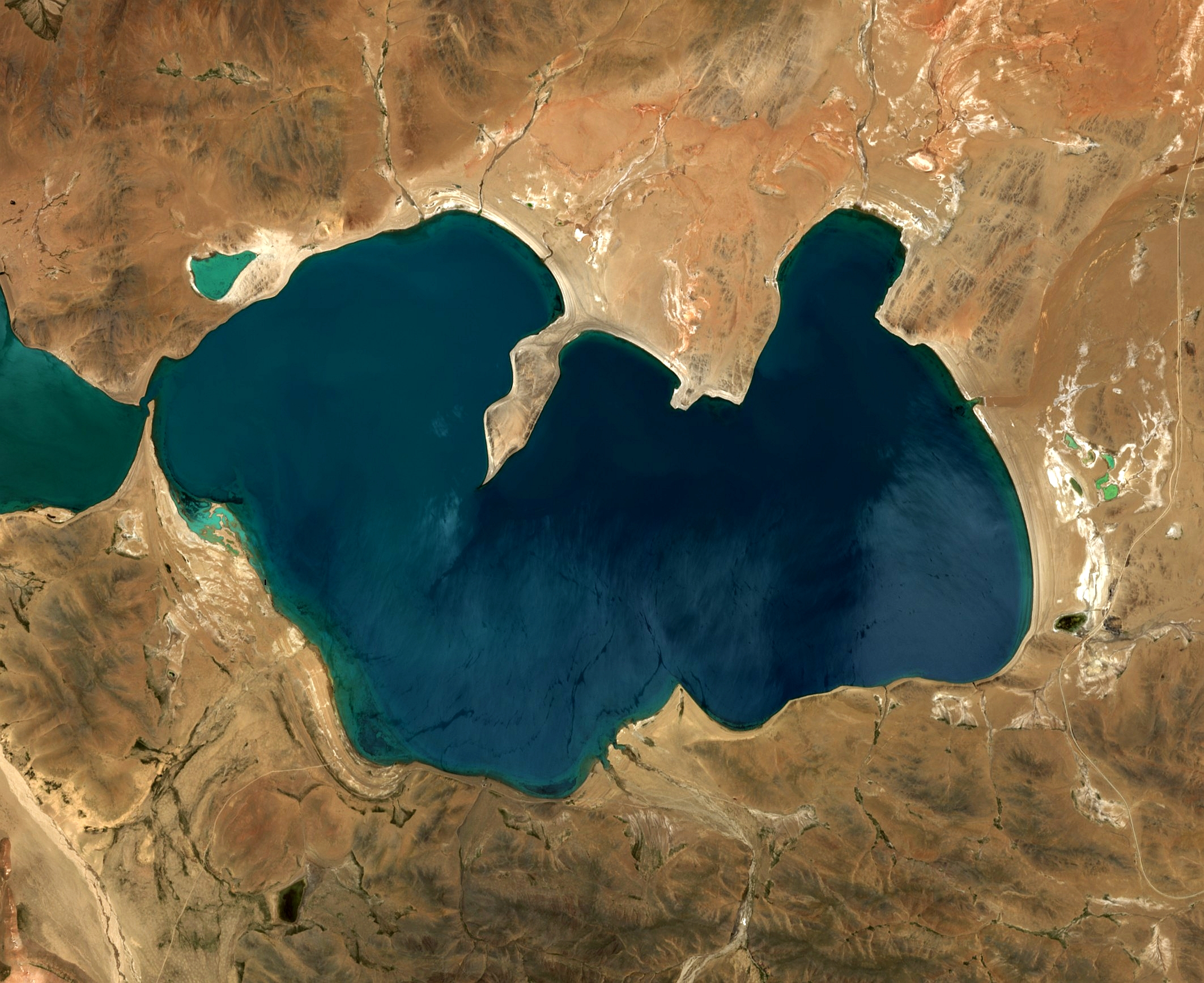
Luotuo Hu (2021)

Luotuo Hu (chinesisch 骆驼湖, Pinyin Luòtuo hú – „Kamelsee“; tibet. རྔ་མོང་མཚོ，Ngamong Tso (rnga mong mtsho)) ist ein Salzsee im Kreis Rutog (Ruthog) von Ngari im Autonomen Gebiet Tibet der Volksrepublik China. 
Er ist 12 km lang und hat eine Fläche von 63,2 km². Sein westlicher Nachbar ist der Qingche Hu 清澈湖. 